# Brišnik
Brišnik (serbokroatisch-kyrillisch Бришник) ist ein Ort südwestlich der Stadt Tomislavgrad im westlichen Teil von Bosnien und Herzegowina. Das Dorf gehört zur Gemeinde Tomislavgrad in der Herzegowina.
Die etwa 1000 Einwohner sind fast ausschließlich katholische Kroaten.

## Geographie
Das Dorf selbst besteht aus zwei Ortsteilen, aus Donji Brišnik und dem höher gelegenen Teil Gornji Brišnik. Der Höhenunterschied zwischen diesen beiden Ortsteilen beträgt etwa 50 – 100 Meter. Einer der höchsten Berge von Tomislavgrad, die Midena, erstreckt sich über Brišnik und die Orte Mrkodol und Bukovica.
Der Name Brišnik stammt vom Wort Briščić oder Brig, was im ikavischen Dialekt des Serbokroatischen „Kleiner Hügel“ oder „Hügelchen“ bedeutet und auf die geographische Struktur dieses Dorfes hinweist.

## Geschichte
Der Name Brišnik taucht zum ersten Mal in einem Dokument des Bischofs von Makarska, fra Bartula Kačić Žarković, im Jahre 1630 auf. Dieses Dokument weist darauf hin, dass in Brišnik zu dieser Zeit einer der beiden Hauptsitze der kirchlichen Gemeinden von Tomislavgrad war, der zweite war im Dorf Lipa.
Aus diesem Dokument geht ebenso hervor, dass es in Brišnik in jenem Jahr 470 Firmungen und 10 Konversionen gab.

## Persönlichkeiten
- Mijat Tomić (* 1610 in Gornji Brišnik), kroatischer Hajduk